# Aphthona przhevalskii
Aphthona przhevalskii is een keversoort uit de familie bladkevers (Chrysomelidae). De wetenschappelijke naam van de soort werd in 1998 gepubliceerd door Konstantinov.